# 盘头马
盤头馬，指馬二進三、兵五進一、馬八進七和馬七進五合走的稱呼。

## 內容
盤头馬是主動進攻的棋法，後著變法也很大，通常會根據對方的行法而作用變化。
進攻方式為：兵七進一，卒３進１，馬五進四，車６進７，馬四進六，士６進５，馬六進七(臥槽馬)，將５平６，馬七進九(將軍抽車)。